# Sebastián González Baquero
Sebastián González Baquero (España; 6 de junio de 2003) es un futbolista ecuatoriano. Juega de centrocampista y su equipo actual es Al Urooba Club de la UAE Pro League de Emiratos Árabes Unidos.

## Trayectoria
En 2015 González entró a las inferiores de la Liga Deportiva Universitaria a los once años de edad desde la categoría sub-12, pasando por todas las divisiones juveniles. En 2017 tuvo un breve paso por América de Quito en la sub-14. Su debut en el fútbol profesional fue en 2020, en el equipo filial de Liga en ese año, el Atlético Kin de la Segunda Categoría de Cotopaxi, tercera categoría de Ecuador.
Debutó con el primer equipo de Liga el 23 de junio de 2021 en la victoria 4-2 sobre Delfín Sporting Club por la Supercopa de Ecuador, bajo el mando de Gabriel Di Noia. Con la llegada de Pablo Marini tuvo continuidad en el equipo principal, marcó su primer gol en el empate 2-2 ante Manta Fútbol Club.
En 2022 debutó internacionalmente en la Copa Sudamericana 2022 en los partidos de la primera fase del torneo ante Mushuc Runa.
En julio de 2024 no renovó su contrato con el club y quedó libre. Meses más tarde en octubre, firmó con el Shabab Al-Ahli Dubai F. C. de la UAE Pro League de Emiratos Árabes Unidos. La segunda mitad de la temporada fue cedido al Al Urooba Club.

## Selección nacional
El 5 de noviembre de 2022 es convocado por Gustavo Alfaro para jugar el partido amistoso ante Irak y también como parte del grupo de sparring de la selección ecuatoriana en su participación en la Copa Mundial de Fútbol de 2022 en Catar.

### Categorías inferiores
El 5 de enero de 2023 se anunció su convocatoria para disputar el Campeonato Sudamericano Sub-20 en Colombia. El 9 de mayo de 2023 fue convocado para la Copa Mundial de Fútbol Sub-20 de 2023.

#### Participaciones en Sudamericanos
| Campeonato                  | Sede     | Resultado    | Partidos | Goles |
| --------------------------- | -------- | ------------ | -------- | ----- |
| Sudamericano Sub-20 de 2023 | Colombia | Cuarto lugar | 7        | 1     |

#### Participaciones en Copas del Mundo
| Campeonato                  | Sede      | Resultado        | Partidos | Goles |
| --------------------------- | --------- | ---------------- | -------- | ----- |
| Copa Mundial Sub-20 de 2023 | Argentina | Octavos de final | 4        | 1     |

## Estadísticas

### Clubes
Actualizado al último partido disputado el 24 de mayo de 2025.
| Club                                                | Div.          | Temporada     | Liga  | Liga  | Copas nacionales | Copas nacionales | Copas internacionales | Copas internacionales | Total | Total | Total  |
| Club                                                | Div.          | Temporada     | Part. | Goles | Part.            | Goles            | Part.                 | Goles                 | Part. | Goles | Asist. |
| --------------------------------------------------- | ------------- | ------------- | ----- | ----- | ---------------- | ---------------- | --------------------- | --------------------- | ----- | ----- | ------ |
| Atlético Kin · Ecuador                              | 3.ª           | 2020          | 7     | 4     | —                | —                | —                     | —                     | 7     | 4     | 0      |
| Atlético Kin · Ecuador                              | Total club    | Total club    | 7     | 4     | 0                | 0                | 0                     | 0                     | 7     | 4     | 0      |
| Liga Deportiva Universitaria · Ecuador              | 1.ª           | 2021          | 9     | 1     | 2                | 0                | 0                     | 0                     | 11    | 1     | 1      |
| Liga Deportiva Universitaria · Ecuador              | 1.ª           | 2022          | 19    | 2     | 2                | 0                | 2                     | 0                     | 23    | 2     | 2      |
| Liga Deportiva Universitaria · Ecuador              | 1.ª           | 2023          | 22    | 1     | 0                | 0                | 11                    | 1                     | 33    | 2     | 2      |
| Liga Deportiva Universitaria · Ecuador              | 1.ª           | 2024          | 7     | 0     | 0                | 0                | 4                     | 0                     | 11    | 0     | 1      |
| Liga Deportiva Universitaria · Ecuador              | Total club    | Total club    | 57    | 4     | 4                | 0                | 17                    | 1                     | 78    | 5     | 6      |
| Shabab Al-Ahli Dubai F. C. · Emiratos Árabes Unidos | 1.ª           | 2024-25       | 1     | 0     | 0                | 0                | 1                     | 0                     | 2     | 0     | 0      |
| Shabab Al-Ahli Dubai F. C. · Emiratos Árabes Unidos | Total club    | Total club    | 1     | 0     | 0                | 0                | 1                     | 0                     | 2     | 0     | 0      |
| Al Urooba Club · Emiratos Árabes Unidos             | 1.ª           | 2024-25       | 6     | 0     | 0                | 0                | —                     | —                     | 6     | 0     | 0      |
| Al Urooba Club · Emiratos Árabes Unidos             | Total club    | Total club    | 6     | 0     | 0                | 0                | 0                     | 0                     | 6     | 0     | 0      |
| Total carrera                                       | Total carrera | Total carrera | 71    | 8     | 4                | 0                | 18                    | 1                     | 93    | 9     | 6      |
| 1. 2.                                               |               |               |       |       |                  |                  |                       |                       |       |       |        |

## Palmarés

### Campeonatos nacionales
| Título                                  | Club                         | Año  |
| --------------------------------------- | ---------------------------- | ---- |
| Supercopa de Ecuador                    | Liga Deportiva Universitaria | 2021 |
| Serie A de Ecuador                      | Liga Deportiva Universitaria | 2023 |
| Supercopa de los Emiratos Árabes Unidos | Shabab Al-Ahli Dubai F. C.   | 2024 |

### Campeonatos internacionales
| Título            | Club                         | Año  |
| ----------------- | ---------------------------- | ---- |
| Copa Sudamericana | Liga Deportiva Universitaria | 2023 |

### Distinciones individuales
| Distinción                                  | Año  |
| ------------------------------------------- | ---- |
| Jugador revelación de la Serie A de Ecuador | 2022 |